# 数乱digit
『数乱digit』（すうらんディジット）は、オトメイトより2016年10月20日に発売されたPlayStation Vita用女性向け恋愛アドベンチャーゲーム。略称は「数乱」。
2025年6月5日には、Nintendo Switch版『数乱digit for Nintendo Switch』が発売された。

## 物語
梵（そよぎ）学園には、数家と呼ばれる九つの名家の出の子どもたちが通っている。かつて、彼らは数乱戦という戦いを通じて序列を定め、数家をまとめる長である梵を選び出していたが、ある家が滅んで以来その戦いは行われてこなかった。
だが、ある日、存在するはずのない数字を持つ・零崎紘可という少女が梵学園に編入したことによって十の家が揃い、数乱戦が再開された。

## 登場人物

### 主要人物
零崎紘可（れいさき ひろか）
本作の主人公。名前のみ変更可能。
私立梵学園高等部二年生。この春に梵学園に転入してきた。
無気力な性格で、大好きな睡眠を邪魔されると機嫌を損ねる。
幼少時から剣道をしてきたが、好きでしているわけではないため、部活にはあまり顔を出さない。
壱園央助（いちぞの おうすけ）
声 - 遊佐浩二
攻略対象。私立梵学園高等部三年生。
生徒会長で剣道部主将も務めている。
気さくな態度をとるが、実際は負けず嫌いでプライドが高い。
弐藤光（にとう みつ）
声 - 西山宏太朗
攻略対象。私立梵学園高等部一年生。
数学研究同好会・通称『数研』という同好会を作り、その会長を務めている。
明るく元気だが、勝敗にこだわる傾向にある。
参河利保子（さんが りほこ）
声 - ゆきのさつき
私立梵学園高等部三年生。
生徒会に所属しており、書記を務めている。
もともとは誰に対しても優しく平等に接していたが、ある事件を機に男嫌いとなり、お気に入りの場所である屋上の花壇に男性が入ってくると機嫌を損ねる。
肆形有比（しがた ゆうひ）
声 - 鈴木達央
攻略対象。私立梵学園高等部二年生。
数研のメンバーの一人。
陰気な性格で、朋江らにいじめられているが、好きなオカルトの話題となると途端に明るく案る。
伍代朋江（ごだい ともえ）
声 - 高橋広樹
私立梵学園高等部三年生。
いわゆる不良少年であり、有比らをいじめるなど学校での態度は悪い。 生徒会に所属しているものの、仕事は同じ書記を務める参河利保子に押し付けている。
陸平崇樹（ろくひら たかき）
声 - 興津和幸
攻略対象。私立梵学園高等部三年生。
数研に所属している。最年長という理由で副部長を任されているが、目立った活動はしていない。
寡黙で、小競り合いすらも厭う性格。
漆原景太郎（しちはら けいたろう）
声 - 前野智昭
攻略対象。私立梵学園高等部一年生。
生徒会に所属しており、会計を務める。
社交的な優等生で、強い幸運の持ち主。
捌沢暗（はちざわ あん）
声 - 天﨑滉平
私立梵学園中等部三年生。
捌沢明の双子の兄。数研のメンバーの一人だが、ほとんど顔を出さない。
考えをすぐ口に出してしまう。
捌沢明（はちざわ めい）
声 - 内山夕実
私立梵学園中等部三年生。
捌沢暗の双子の妹。真面目な性格で、数研には部員として律儀に顔を出している。
玖折巡（くおり めぐる）
声 - 森田成一
攻略対象。私立梵学園高等部二年生。
生徒会副会長を務めている。
権謀術数に長けている上、央助以外の人間は見下しているため、学園内の生徒や一部の数家の者たちからは快く思われていない。
零崎篤人（れいさき あつひと）
声 - 陣谷遥
零崎家初代。

## 用語集
数家（すうけ）
壱園家・弐藤家・参河家・肆形家・伍代家・陸平家・漆原家・捌沢家・玖折家の九つの家の総称。国内で非常に強い権力を持つ一族。
数家の頭首は「梵」と呼ばれ、今まで壱園家が頭首を務めていた。
数乱戦（すうらんせん）
数家たちが数家内の序列と頭首を決めるために、定期的に行っていた戦いのこと。選ばれた者がこの数乱戦に参加することができる。
とある理由で数乱戦は二度と行えないとされてきた。
戦ぎの地（そよぎのち）
数乱戦を行う場所。戦いの神「梵の神」が祀られていた神社。
刻印数を持った者が学園内の裏庭にある古い鳥居をくぐると立ち入ることができる。
梵神社（そよぎじんじゃ）
戦いの神が祀られていた神社。
梵の神が神社を復興した礼として数家たちに数乱戦を与えたことにより、この神社が「戦ぎの地」と呼ばれ、戦いの場となっていた。
数刀（すうとう）
数乱戦で用いられる特殊な刀。各家に一本ずつ刀があり、刀の鍔に各家を象徴する漢数字が刻まれている。
刻印数（こくいんすう）
数家の各家から一人が梵の神に選ばれ、数乱戦に参加できる者に刻まれる証。
他者に見られないよう、普段は左手に手袋をするように義務づけられている。

## 主題歌
オープニングテーマ「零-ZERO-」
作詞・作曲・歌 - 米倉千尋 / 編曲 - 宮崎京一

## スタッフ
- キャラクターデザイン・原画：めろ